# Literatura humanística rumana
La literatura humanística rumana se conforma en un contexto político en el que el poder de los principados rumanos de Moldavia y Valaquia declinaba frente a la autoridad de la Sublime Puerta, cronistas moldavos y válacos con formación humanística insistieron en el origen común de los rumanos y su latinidad y confirieron a la historia un papel formativo indispensable para las generaciones futuras. Paralelamente, numerosas traducciones de obras antiguas y medievales fueron introducidas en tierras rumanas gracias al esfuerzo de monjes y humanistas, enriqueciendo así el acervo cultural del pueblo rumano.

## Humanismo rumano
Las ideas básicas del humanismo rumano, desarrolladas con cierto retraso respecto al resto de Europa, durante el apogeo de la Edad Media rumana, se afirman plenamente en el siglo XVII, en el período de los grandes cronistas de los principados. Las ideas incipientes de este humanismo pueden comprenderse a partir de los escritos del historiador Nicolás Olahus (1493 – 1568), en los que ya se entrevé el concepto de unidad idiomática y de origen del pueblo rumano. Por sus principios y formación humanística destacaron el príncipe de Moldavia, Esteban III de Moldavia (1457 – 1504) y el príncipe de Valaquia, Petru Cercel, que gobernó entre 1583 y 1585. 
El humanismo rumano se caracteriza por su respeto a los valores culturales del Renacimiento, por el inicio de la emancipación de la autoridad eclesiástica y la aparición de los primeros escritos laicos, por su interés por las humanidades (a través de la redacción de crónicas y de retratos de personalidades ejemplares), por la afirmación de su conciencia de latinidad, por el cultivo del valor educativo de la historia, por la conciencia de la responsabilidad del escritor y por la valorificación de un humanismo popular como fuente de la cultura renacentista rumana. 

## Cronistas moldavos
A partir de las iniciales letanías que describían los cimientos de los voivodato moldavos, cronistas como Macario, Eftimio y Azario desarrollaron en eslavo eclesiástico unas crónicas de gran belleza retórica, que se remontaban al inicio del Génesis, en las que describieron los principados de Petru Rareș, Alexandru Lapuşneanu y Ioan Armeanul. 
La verdadera historiografía rumana empieza con Grigore Ureche (1590 – 1647), que en tiempos del príncipe Vasile Lupu escribió la Crónica de Moldavia hasta el principado de Aron Vodă en un rumano rico y repleto de metáforas, según confiesa, para aumentar la conciencia de unidad de moldavos, válacos y transilvanos. La obra de Ureche fue continuada por el cronista Miron Costin (1633 – 1691) en una obra de gran talento literario y de factura clásica titulada Las crónicas de la tierra de Moldavia desde Aron Vodă hasta Ștefăniță Lupu.
Entre los cronistas modavos, destacó también Ion Neculce (1672–1745), escritor que no escondió su desprecio de boyardo hacia el pueblo “inculto”, redactó su Crónica de Moldavia desde Dabija Vodă hasta el segundo principado de Constantin Mavrocordato  con una cierta ingenuidad zafia, sentido moralizador y un tono deslenguado. Por su parte, Nicolae Milescu (1636 – 1708), viajero incansable, sobresalió por una serie de traducciones pero, sobre todo, por su relato de su viaje a China, repleto de comentarios geográficos y etnográficos. 

## Dimitrie Cantemir
A finales del siglo XVII y principios del XVIII, la cultura rumana se vio sacudida por la actividad de Demetrio Cantemir (1673 – 1723), príncipe de Moldavia y humanista de talla universal. En su Crónica de la antigüedad de los rumano-moldo-válacos, aparecida en 1722, recogió todas las ideas de los cronistas que le precedieron para componer una historia crítica de los territorios de habla rumana. Escribió el primer tratado filosófico en lengua rumana, El diván o la disputa del sabio con el mundo o el juicio del alma con el cuerpo (1698) y la primera novela Historia Hieroglyphica (1705), en la que describía el gobierno de las familias Brâncoveanu y Cantacuzino mediante una metáfora mitológica. En 1714, a petición de la Academia de Berlín, realizó la primera descripción geográfica, etnográfica y económica de Moldavia, titulada Descriptio Moldaviae, junto al primer mapa del principado.

## Cronistas válacos
El primero de los cronistas válacos de los que existe constancia fue un monje llamado Mihail Moxa que, traduciendo en 1620 una Cronografía en lengua eslava eclesiástica, escribió algunas referencias sobre los rumanos. Otro monje llamado Gavriil compuso en griego la vida de San Nifon, patriarca de Constantinopla, en la que introdujo elementos históricos en referencia al principado de Radu IV de Valaquia, Mihnea el Malo y Neagoe Basarab. Una versión en rumano de esta obra se publicó en el siglo XVII. A finales de ese mismo siglo, el cronista Stoica Ludescu escribió la Crónica de los Cantacuzino en un estilo algo vulgar, con hostilidad hacia los protagonistas y algunos pasajes cómicos. A principios del siglo XVIII, Radu Popescu firmó la Cronica Bălenilor, también dedicada al gobierno de la familia Cantacuzino. Ambas crónicas ilustran la lucha de poder entre los grandes boyardos a caballo entre los siglos XVII y XVIII.
La corte de Constantino Brancovan tuvo su cronista oficial, Radu Greceanu, que describió con un texto monótono la vida del príncipe válaco. El boyardo Constantin Cantacuzino, uno de los grandes humanistas válacos, escribió una Historia de Valaquia  que se remontaba hasta los geto-dacios. A Constantin Cantacuzino le debemos también el primer mapa de Valaquia, escrita en griego y latín.

## Traducciones
Entre los siglos XVI y XVII circularon por tierras rumanas gran cantidad de traducciones, primero de obras escritas originalmente en lengua eslava eclesiástica y después en griego, todas ellas de características muy medievales pues habían sido producidas varios siglos antes. 
En 1592, el válaco Gherman Vlahul tradujo la obra didáctico moral de Tomasso Gozzadini, Flor de virtudes, escrita un siglo antes. También tuvo mucho eco la obra Alexandria, sobre la vida de Alejandro Magno, escrita por el Pseudo Calístenes en el Egipto helenístico del siglo III a. C., y traducida por un monje llamado Ion Romanul entre 1619 y 1620. Varlaam y Ioasaf fue un cuento popular de apología de la vida cristiana, con un profundo sentido moral y religioso, cuya fábula se basó en la leyenda india sobre Buda que, a través de Persia y Grecia, había llegado hasta tierras rumanas. La traducción al rumano desde el eslavo eclesiástico la realizó Udriște Năsturel, en 1648. También de oriente llegó la obra Archirie y Anadan, historia moralizante con origen asirio-babilónico que fue traducida al rumano a finales del siglo XVII. Las fábulas de Esopo, recopiladas en una obra titulada Esopia, fueron copiadas a mano por Costea de Brasov, en 1703.